# Intermares (A-41)
Le Intemares (A-41) est navire servant de navire-école à la Marine espagnole ainsi que de navire de soutien à la pêche, en second lieu.

## Histoire
Il est transféré du ministère de l'agriculture et de la pêche à l'Armada en 2018.